# Рей, Луис Габриэль
Луис Габриэль Рей Вильямисар (исп. Luis Gabriel Rey Villamizar; родился 20 февраля 1980 года в Букараманга, Колумбия) — колумбийский футболист, нападающий.

## Клубная карьера
Рей — выпускник футбольной академии клуба «Букараманга» из своего родного города. После тренировок с основной командой он отправился в Мексику, где сначала выступал за команды низших дивизионов «Лобос БУАП», «Ситакуаро» и «Акапулько», везде являясь лучшим бомбардиром команды.
В 2003 году Рей перешёл в «Атланте». 12 января в матче против «Монтеррея» он дебютировал в мексиканской Примере. 9 февраля в поединке против «Пуэблы» Луис забил свой первый гол за «Атланте». По окончании Апертуры 2003 он стал с 15 мячами её лучшим бомбардиром.
Весной 2005 года Рей перешёл в «Монаркас Морелия». В новом клубе он забил меньше мячей, чем за «Атланте», но был основным и наиболее результативным футболистом команды. В июле 2007 года Луис перешёл в «Пачуку». 14 октября в матче против своего бывшего клуба «Атланте» он забил первый гол в мексиканской Примере за новую команду. 14 февраля 2008 года в поединке против «УАНЛ Тигрес» Рей сделал хет-трик.
Летом 2008 года Луис вернулся в «Атланте», с которым выиграл Лигу Чемпионов КОНКАКАФ. После сезона в Канкуне Рей второй раз перешёл в «Монаркас Морелия». Вместе с абрикосами он выиграл Североамериканкую суперлигу в 2010 году, а также завоевал серебряные медали чемпионата.
Летом 2011 года Рей перешёл в «Хагуарес Чьяпас» на правах аренды. 25 июля в поединке против «Монтеррея» он дебютировал за новую команду. В этом же матче Луис забил свой первый гол за клуб, реализовав пенальти. По окончании срока аренды «Хагуарес» выкупил трансфер нападающего.
Летом 2013 года после расформирования «ягуаров» перешёл в столичную «Америку».

## Международная карьера
30 апреля 2003 года в товарищеском матче против сборной Гондураса Рей дебютировал за сборную Колумбии. 28 апреля в поединке против сборной Сальвадора он забил свой первый гол за национальную команду. Луис принимал активное участие в отборочной кампании к Чемпионату Мира 2006, сыграв в шести играх и забив три гола. В 2007 году Рей в составе национальной команды поехал на Кубок Америки. На турнире он принял участие в матче против сборной Парагвая.

### Голы за сборную Колумбии
| #   | Дата            | Место                                    | Противник | Результат | Соревнование                     |
| --- | --------------- | ---------------------------------------- | --------- | --------- | -------------------------------- |
| 01. | 28 апреля 2004  | РФК Стэдиум, Вашингтон, США              | Сальвадор | 2:0       | Товарищеский матч                |
| 02. | 4 июня 2005     | Роберто Мелендес, Букараманга, Колумбия  | Перу      | 5:0       | Чемпионат мира 2006 квалификация |
| 03. | 8 октября 2005  | Роберто Мелендес, Букараманга, Колумбия  | Чили      | 1:1       | Чемпионат мира 2006 квалификация |
| 04. | 12 октября 2005 | Дефенсорес дель Чако, Асунсьон, Парагвай | Парагвай  | 1:0       | Чемпионат мира 2006 квалификация |

## Достижения
Командные
 «Атланте»
- Обладатель Кубка чемпионов КОНКАКАФ — 2008/2009

 «Монаркас Морелия»
- Североамериканская суперлига — 2010

Индивидуальные
- Лучший бомбардир мексиканской Примеры — 2003